# Месьерер, Петр
Петр Месьерер (чеш. Petr Messiereur; род. 27 июня 1937) — чешский скрипач и музыкальный педагог.
Окончил Пражскую консерваторию, ученик Ярослава Пекельского и Бедржиха Яроша. Ещё в бытность свою студентом добился первых заметных успехов, завоевав в 1964 г. вторую премию фестиваля «Пражская весна» и первую премию международного конкурса молодых исполнителей Gaudeamus (в дуэте с пианисткой Ярмилой Коздерковой). В том же году Месьерер вошёл в состав Квартета Талиха в качестве первой скрипки и выступал в этом составе до 1997 г., а затем вместе с виолончелистом первого состава квартета Евженом Раттаи сформировал пражский Рафаэль-квартет. В дальнейшем Месьерер преподавал в Пражской консерватории, осуществил ряд записей в различных камерных составах (особым признанием пользовались его интерпретации скрипичных партий в сонатах и квартетах Моцарта).